# Marta Aura
Marta Aura Palacios (Cidade do México, 4 de setembro de 1942 — Cidade do México, 8 de julho de 2022) foi uma atriz mexicana. Ao longo dos anos, ela apareceu em cerca de 30 novelas, como a primeira versão de Teresa em 1989.

## Biografia
Marta Aura Palacios nasceu na Cidade do México, filha de Ema Palacios Ordorica e Olimpo Aura Pineda. Desde muito pequena interessou-se muito pelo meio artístico, razão pela qual participou em festivais de canto e teatro. Estudou atuação na Academia Nacional de Belas Artes e estreou no teatro em 1959. No entanto, foi apenas seis anos depois que sua carreira foi catapultada por Voices in the Temple e El divino narciso. O primeiro filme que apareceu foi em La excursión em 1967. Posteriormente, participou de outros filmes como Los cachorros (1973), Los motivos de luz (1985), Arráncame la vida (2008), entre outros.
Ela ganhou o Prêmio Mezcal de Melhor Atriz no Festival de Guadalajara por sua participação no filme Coragem.

## Filmografia

### Cinema
- Coraje (2022)....Alma[4]
- Cuatro lunas (2017).... Petra
- Las razones del corazón (2011).... Madre  de Emilia
- Las paredes hablan (2010).... Casa Espíritu (voz)
- El baile de San Juan (2010).... Genoveva
- Fragmentos sobre el vértigo (2010).... Madre de Alejandra
- Vaho (2009).... Josefina
- El libro de piedra (2009).... Soledad
- Música de ambulancia (2009)
- Arráncame la vida (2008).... Josefina
- El garabato (2008)
- Mosquita muerta (2008).... Mamá de Sofía
- El milagrito de San Jacinto (2007)
- ...Y sólo humo (2007).... Ana
- Cementerio de papel (2007)
- Si muero lejos de ti (2006)
- El carnaval de Sodoma (2006).... Caricoña
- Una causa noble (2006).... Mamá Lola
- Cicatrices (2005)
- El día menos pensado (2005)
- Peatonal (2004)
- Adán y Eva (Todavía) (2004)
- La luna de Antonio (2003)
- Como Dios manda (2003).... Madre Superiora
- Zurdo (2003)
- Malos presagios (2002)
- Sin sentido (2002)
- Escrito en el cuerpo de la noche (2001).... Gaviota
- Y tu mamá también (2001).... Enriqueta "Queta" Allende
- ¿Y cómo es él? (2001).... Mamá de Sofía
- Así es la vida (2000)
- Azar (2000)
- El evangelio de las maravillas (1998)
- La primera noche (2008).... Mamá del Gordo
- Tres minutos en la oscuridad (1996)
- En el aire (1995).... Madre de Laura
- Nadie hablará de nosotras cuando hayamos muerto (1995).... María Luisa
- Amorosos fantasmas (1994)
- La reina de la noche (1994).... Balmori
- Nicolás (1994)
- Pueblo viejo (1993)
- Ángel de fuego (1992).... Marta
- La insaciable (1992)
- Golpe de suerte (1992)
- Rojo amanecer (1991).... Vecina
- Recuerdo de domingo (1990)
- La secta del sargón (1990)
- La envidia (1988)
- Las inocentes (1986)
- Los Motivos de Luz (1985).... Lic. Marisela Alférez
- Max Dominio (1981)
- ¡Que viva Tepito! (1981)
- El lugar sin límites (1978).... Emma
- Los Cachorros (1973)
- Landrú (1973)
- Cayó de la gloria el diablo (1972)
- El águila descalza (1971).... Trabajadora en la factoría
- Alguien nos quiere matar (1970)
- La excursión (1967)

### Telenovelas
- Hombre tenías que ser (2013)
- La mujer de Judas (2012) .... Catalina Rojas de Castellanos
- Entre el amor y el deseo (2010-2011).... Elvira Martínez
- La loba (2010).... Teresa
- Secretos del alma (2008-2009).... Regina Cervantes
- Marina (2006).... Guadalupe "Lupe" Tovar
- Los Plateados (2005).... Augusta
- El alma herida (2003-2004).... Doña Guadalupe
- La duda (2002-2003).... Azucena
- Golpe bajo (2000-2001).... Lupita Carranza
- Una luz en el camino (1999).... Chole
- El privilegio de amar (1998 - 1999).... Josefina "Chepa" Pérez
- Chiquititas (1998).... Ernestina
- Pueblo chico, infierno grande (1997).... Mercedes
- Gente bien (1997).... Márgara
- La sombra del otro (1996).... Julieta Tavernier
- Canción de amor (1996)
- Buscando el paraíso (1993)
- Baila conmigo (1992)
- En carne propia (1990 - 1991).... Ángela
- Cenizas y diamantes (1990).... Amparo del Bosque
- Teresa (1989).... Balbina
- Dulce desafío (1988) .... Maritza Miranda
- Amor en silencio (1988).... Celia
- Quinceañera (1987).... Gertrudis
- Te amo (1984).... Mercedes
- La madre (1980)
- Julia (1979)
- La hora del silencio (1978) .... Matilde
- Acompáñame (1978).... Angustias

### Teatro
- Mujer on the border
- Algunos cantos del infierno
- Medeia
- Los signos del zodíaco
- Rita, Julia
- La mujer rota
- El padre
- El eclipse
- El pelícano
- El examen de maridos
- Antígona
- Los motivos del lobo
- La fiaca
- La morsa
- Voces en el templo
- El divino narciso
- Éramos tres hermanas
- Conmemorantes

## Vida pessoal
Seu primeiro marido foi Adán Guevara, com quem foi casada por 15 anos e teve dois filhos. Mais tarde, ela conheceu o ator espanhol Rubén Rojo. Juntos tiveram três filhos, entre eles Rubén Rojo Aura.